# Соронг
Соронг (индон. Sorong) — портовый город в Индонезии, входит в состав провинции Юго-Западное Папуа. Территория города выделена в самостоятельную административную единицу — муниципалитет.

## Географическое положение
Город находится в северо-западной части провинции, на северо-западе острова Новая Гвинея (п-ов Чендравасих), на побережье моря Хальмахера. Абсолютная высота — 13 метров над уровнем моря.

Соронг расположен на расстоянии приблизительно 305 километров к западу от Маноквари, административного центра провинции.

## Административное деление
Территория муниципалитета Соронг подразделяется на шесть районов (distrik), которые в свою очередь делятся на 31 сельское поселения (kelurahan). Общая площадь муниципалитета — 1105 км².

## Население
По данным официальной переписи 2010 года, население составляло 118 017 человек.
Динамика численности населения города по годам:
| 1990   | 2005    | 2010    | 2012    |
| ------ | ------- | ------- | ------- |
| 79 657 | 143 430 | 118 017 | 122 759 |

## Экономика
В 1908 году в окрестностях города были разведаны месторождения нефти. Первая скважина была пробурена в 1935 году. В настоящее время Соронг является одним из центров нефтяной и газовой промышленностей Индонезии.

## Галерея

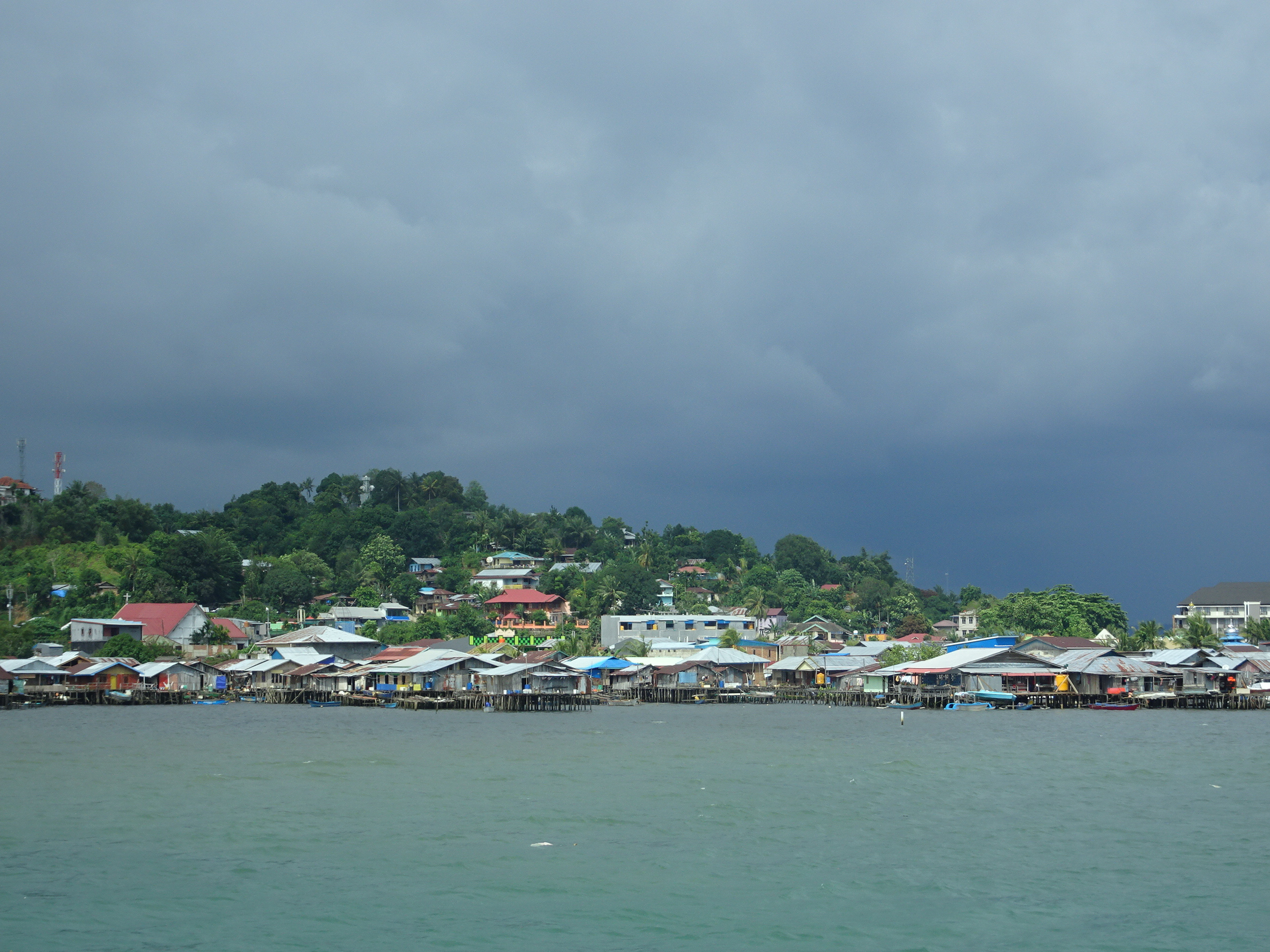
Вид на Соронг с моря со стороны порта
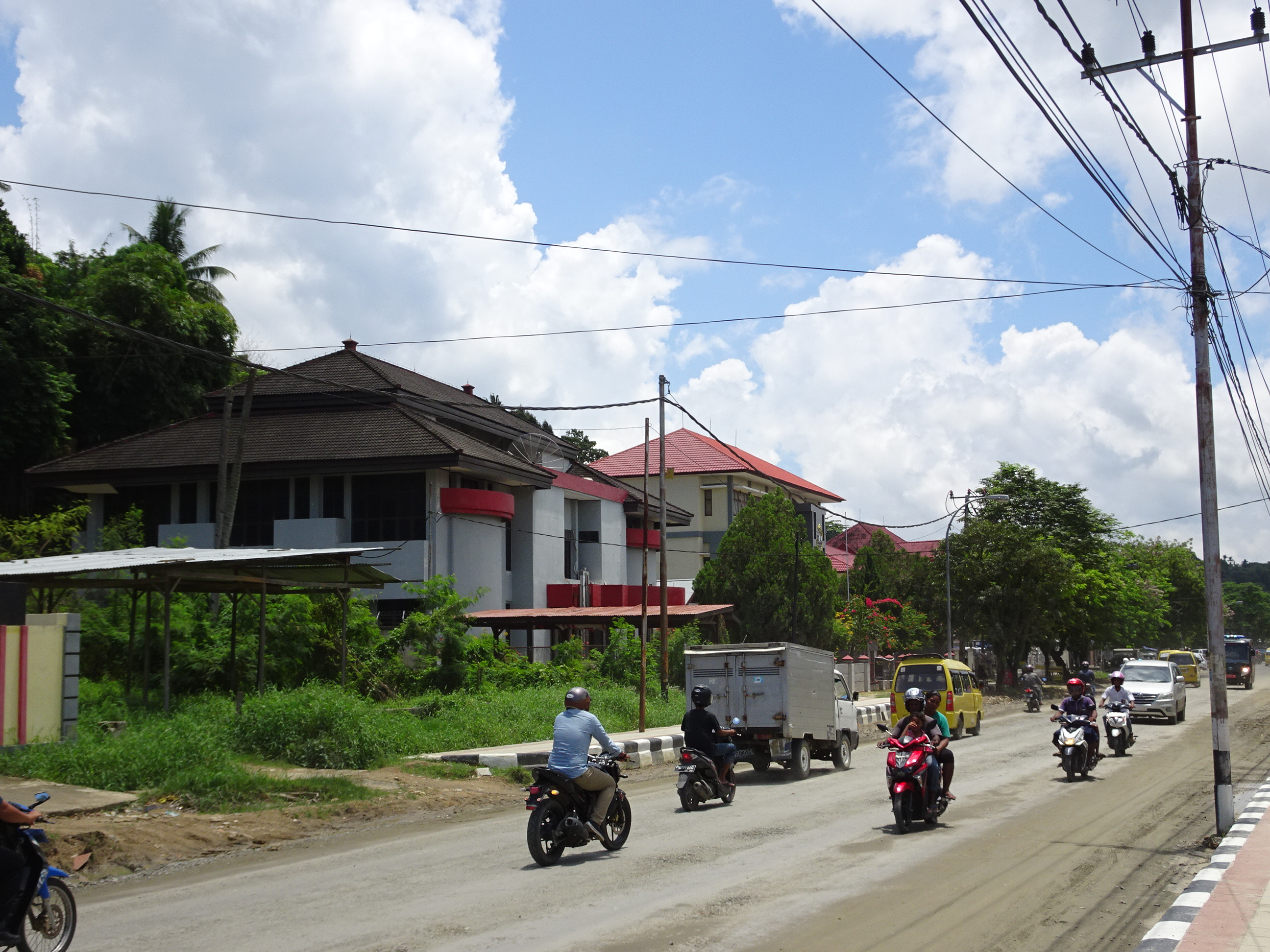
Соронг, улица генерала Судирмана
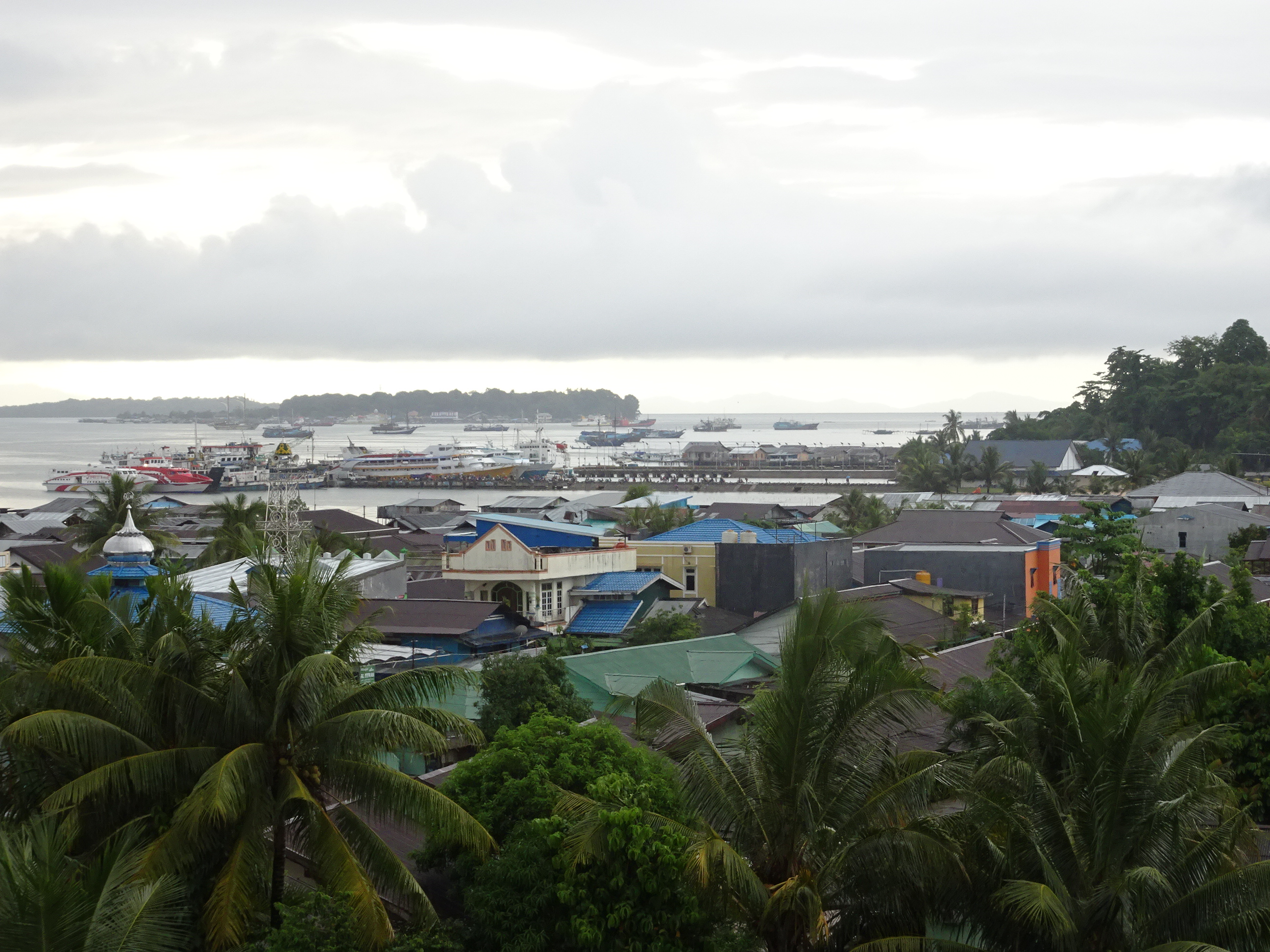
Панорамный вид Соронга
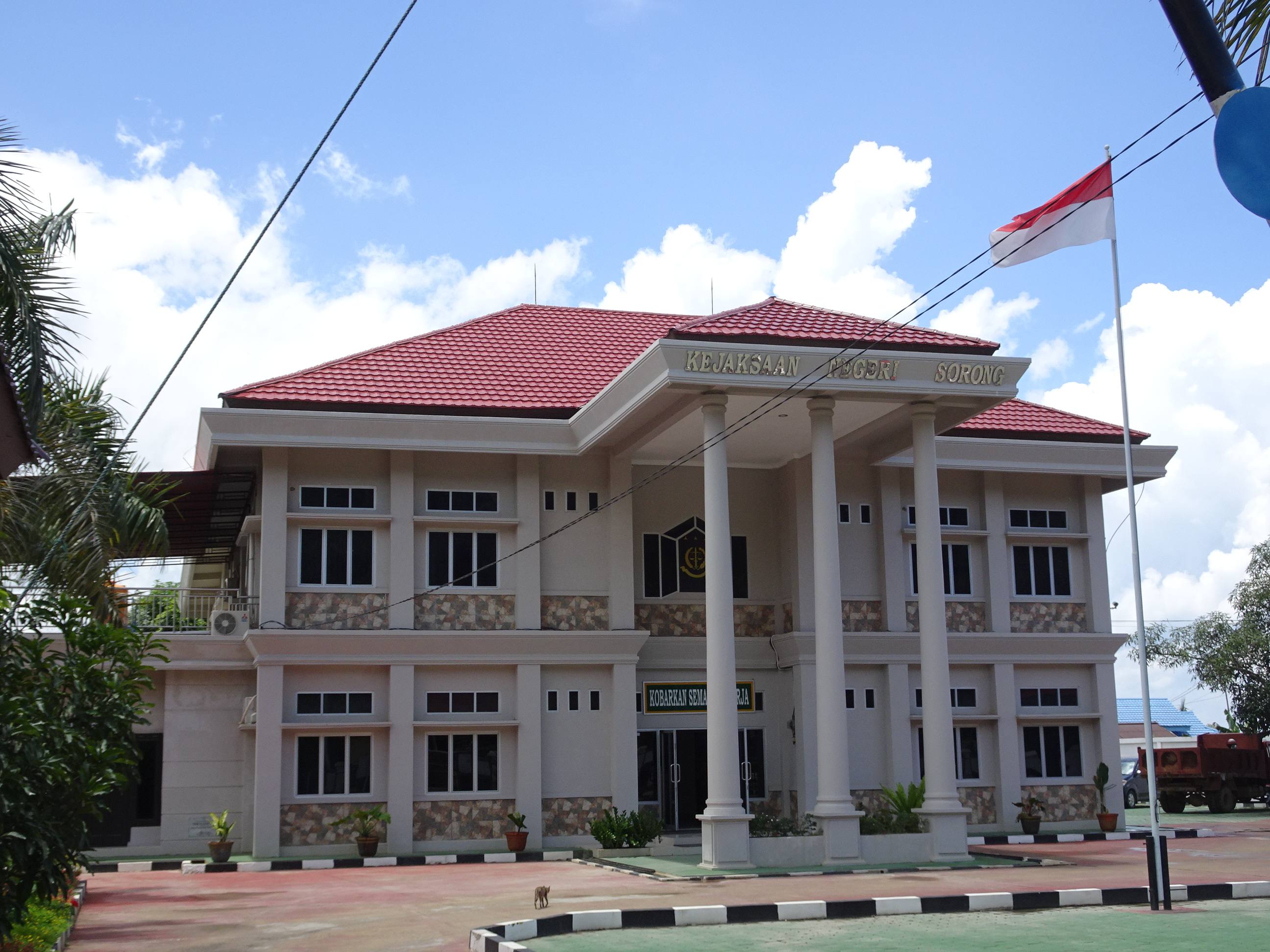
Здание прокуратуры
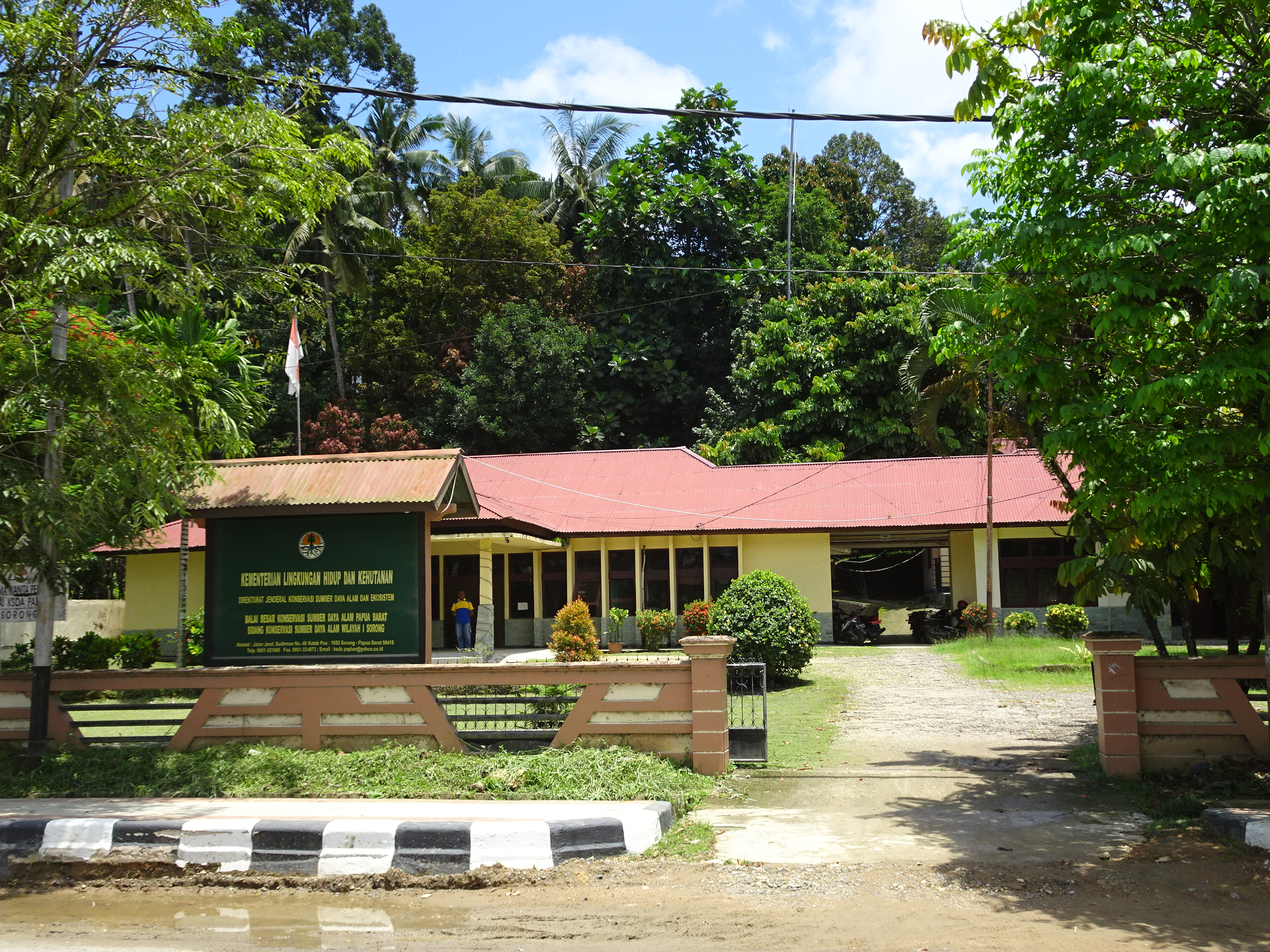
Отделение министерства лесного хозяйства
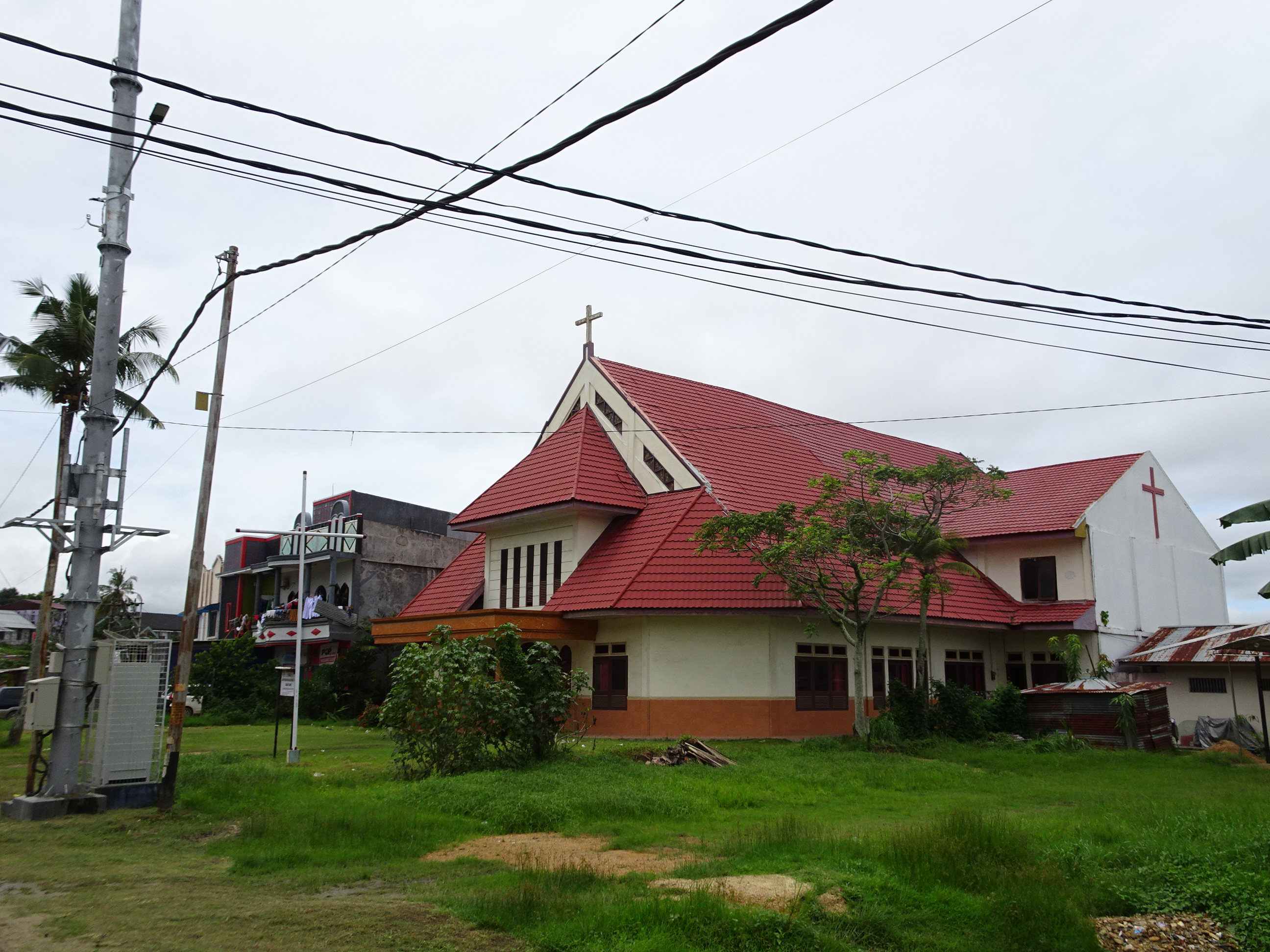
Одна из протестантских церквей города